# Trimeresurus honsonensis
Espèce
Synonymes
- Cryptelytrops honsonensis
Grismer, Ngo & Grismer, 2008

Trimeresurus honsonensis est une espèce de serpents de la famille des Viperidae. 

## Répartition
Cette espèce est endémique du sud du Viêt Nam.

## Description
C'est un serpent venimeux.

## Publication originale
- Grismer, Ngo & Grismer, 2008 : A new species of insular pitviper of the genus Cryptelytrops (Squamata: Viperidae) from southern Vietnam. Zootaxa, n. 1715, p. 57-68.